# 国道106号
国道106号（こくどう106ごう）は、岩手県宮古市から盛岡市に至る一般国道である。本道路のバイパスとして順次整備が進められている地域高規格道路の宮古盛岡横断道路についても本項で述べる。

## 概要

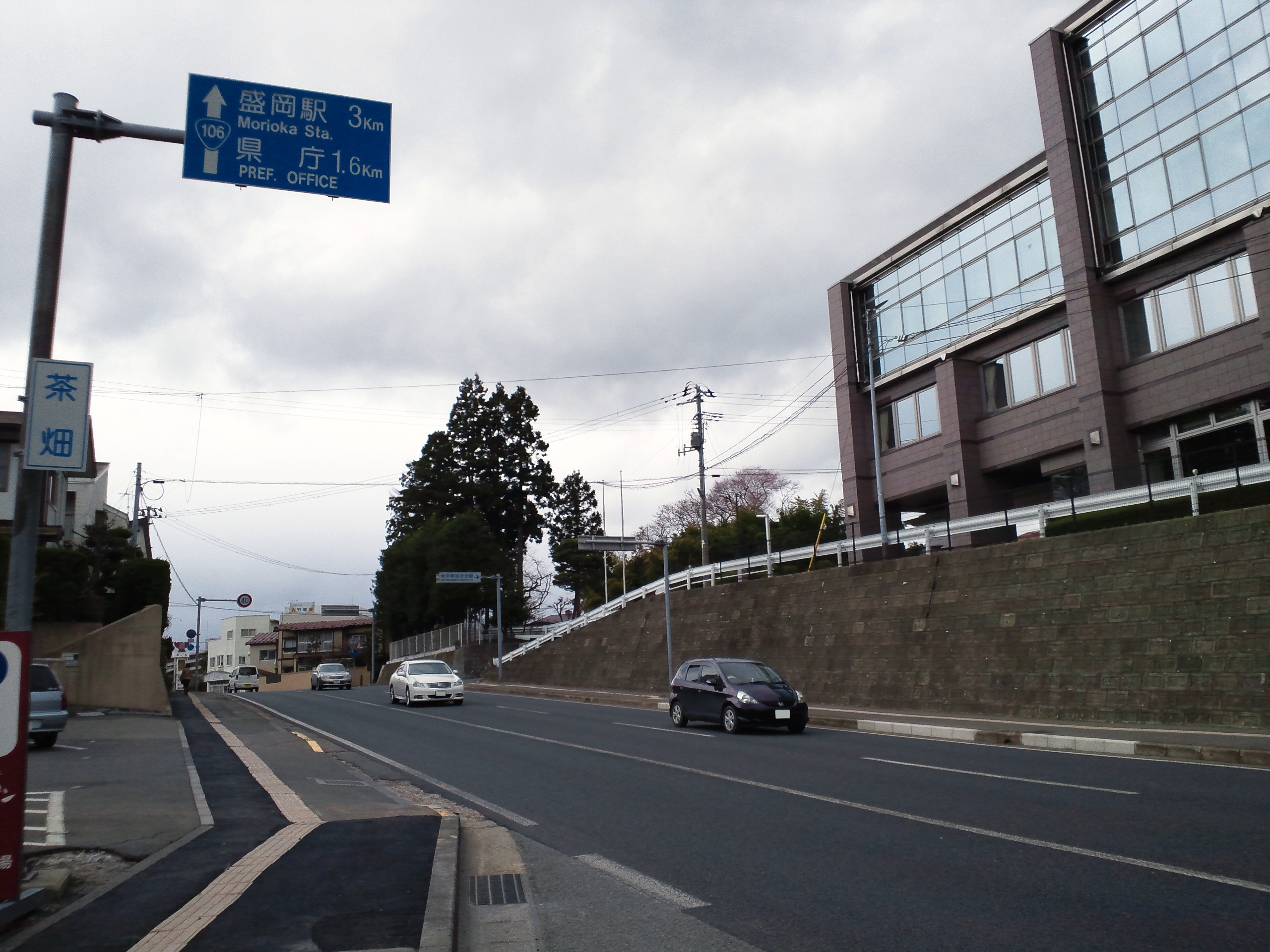
盛岡市茶畑
2013年5月。

古くから宮古街道または閉伊街道と呼ばれてきた道路を踏襲している。同じ二地点を結ぶJR東日本山田線とは盛岡駅 - 区界駅間を除く区界駅以東の区間で閉伊川に沿って併走している。区界駅以西の区間は簗川に沿って進む。
かつては川沿いにカーブの多い線形だったが、昭和40年代後半から道路改良が行われトンネルを多用した直線的な区間が増えたことで、東日本大震災発生前である2004年（平成16年）当時の盛岡市から宮古市への標準的な所要時間は道路時刻表によれば1時間44分であった。
宮古盛岡横断道路は内陸と三陸沿岸を結ぶ横断軸の1つとして東日本大震災の復興支援道路に位置付けられて重点的な整備がなされた結果、東日本大震災発生から10年後の2021年（令和3年）3月に宮古盛岡横断道路のうち、復興支援道路として事業がすすめられた区間が全線開通し、宮古市から盛岡市への所要時間は1時間27分に短縮された。

### 路線データ
一般国道の路線を指定する政令に基づく起終点および重要な経過地は次のとおり。
- 起点：宮古市（築地交差点 = 国道45号交点）
- 終点：盛岡市（市役所前交差点 = 国道455号起点）
- 重要な経過地：岩手県下閉伊郡新里村[注釈 2]、同郡川井村[注釈 3]
- 総延長 : 137.1 km（重用延長を含む）[9][注釈 4]
- 重用延長 : 0.1 km[9][注釈 4]
- 未供用延長 : なし[9][注釈 4]
- 実延長 : 137.0 km[9][注釈 4]
  - 現道 : 137.0 km[9][注釈 4]
  - 旧道 : なし[9][注釈 4]
  - 新道 : なし[9][注釈 4]
- 指定区間：なし[10]

## 歴史
ここでは宮古盛岡横断道路として行われた改良事業についても紹介する。
- 1953年（昭和28年）5月18日 - 二級国道106号宮古盛岡線（宮古市 - 盛岡市）として指定施行[11]。
- 1965年（昭和40年）4月1日 - 道路法改正により一級・二級区分が廃止されて一般国道106号として指定施行[8]。
- 1978年（昭和53年）10月31日 - 一次改築工事が完了し、全線開通した[12]。
- 1994年（平成6年）12月16日 - 宮古盛岡横断道路が地域高規格道路として指定を受けた。
- 1999年（平成11年）11月16日 - 川井村（現宮古市）川内に達曽部道路が開通した。同時に並行する現道が市町村道に格下げされた。
- 2011年（平成23年）11月21日 - 第三次補正予算（12兆1025億円）が成立し、宮古盛岡横断道路を「復興支援道路」として整備する予算措置がなされた[13]。未着手区間のうち宮古箱石道路（宮古西道路を含む36 km）、平津戸松草道路（7 km）、区界道路（8 km）が国土交通省の事業権限代行のもとで事業化された。
- 2013年（平成25年） - 盛岡市に簗川ダムの付け替え道路事業として整備していた簗川道路が開通した[14]。
- 2016年（平成28年）3月12日 - 都南川目道路 川目IC - 田の沢ICが開通した[15]。
- 2019年（平成31年）3月30日 - 宮古西道路 宮古中央IC - 宮古根市ICが開通した[16]。
- 2019年（令和元年）12月8日 - 都南川目道路 田の沢IC - 手代森ICが開通した[17]。
- 2020年（令和2年）
  - 3月30日 - 宮古箱石道路 下川井工区が開通した[18]。
  - 4月 - 田鎖蟇目道路が新規事業化[19]。
  - 7月12日 - 宮古西道路 宮古港IC - 宮古中央ICが開通した[20]。
  - 12月5日 - 区界道路が開通した[21]。
- 2021年（令和3年）3月28日 - 宮古箱石道路 蟇目 - 腹帯地区[22]と川井 - 箱石地区[22]、平津戸松草道路 平津戸工区[22]と岩井・松草工区[22]の開通により、復興支援道路として事業化された区間が全線開通となった[7]。
- 2021年（令和3年）度 - 箱石達曽部道路が新規事業化[23]。

### 開通予定年度
- 未定
  - 田鎖蟇目道路[19]
  - 箱石達曽部道路[23]

## 路線状況

### 宮古バイパス
宮古（みやこ）バイパスは、宮古市の築地交差点から同市上鼻（かんぱな）2丁目に至るバイパス道路である。1984年（昭和59年）に全線で供用を開始した。旧道は国道指定解除された結果、岩手県道40号宮古岩泉線の一部および宮古市道となっている。

### 宮古盛岡横断道路
宮古盛岡横断道路（みやこもりおかおうだんどうろ）は、宮古市から盛岡市に至る延長約100 kmの地域高規格道路である。線形不良による交通隘路区間の解消、三次医療施設へのアクセス向上、沿岸地域の産業・経済の復興支援等を目的として事業が進められている
。1994年（平成6年）12月16日に計画路線の指定を受け、うち18 kmが宮古西道路、達曽部道路、簗川道路、都南川目道路として事業化されてきたが、東日本大震災の復興支援道路として2011年（平成23年）11月21日に優先整備区間48 km（宮古箱石道路（宮古 - 箱石）、平津戸松草道路（平津戸・岩井 - 松草）、区界道路（区界 - 簗川））が新規事業化され、2020年（令和2年）4月には田鎖蟇目道路が、2021年（令和3年）4月には箱石達曽部道路がそれぞれ新規事業化された。このうち宮古西道路、田鎖蟇目道路、箱石達曽部道路、平津戸松草道路平津戸工区、区界道路、都南川目道路は自動車専用道路、その他は一般道路である。なお、2011年（平成23年）年度末の供用状況は、1999年（平成11年）11月16日に供用を開始した達曽部道路1.4 kmのみであった。また、都南川目道路は国の直轄権限代行事業として事業が行われた。

#### 宮古箱石道路
宮古箱石道路（みやこはこいしどうろ）は宮古盛岡横断道路を構成する道路で、宮古市藤原から同市箱石に至る区間である（岩手県施行区間を除き33 km）。このうち起点側の宮古市藤原から同市根市までは宮古西道路として岩手県と国土交通省により自動車専用道路が整備されており（後述）、残る区間については復興支援道路として国土交通省が岩手県から権限代行を受けて下記の線形不良区間3箇所（計16 km）について一般道の規格（第3種第2級）でバイパス整備が行われているが、本線部分は自動車専用道路規格（第1種第3級）を担保とした設計となる予定。2013年（平成25年）に着工され、2021年（令和3年）3月28日に全通した。
- 起点：宮古市藤原3丁目[27]
- 終点：宮古市箱石第5地割[27]
- 延長：約33 km[30][27]
- 道路規格：第1種第3級（宮古西道路）、第3種第2級（宮古西道路を除く区間）[30]
- 設計速度：80 km/h（宮古西道路）、60 km/h（宮古西道路を除く区間）[30]
- 事業着手：2011年（平成23年）度
- 開通
  - 下川井地区（2.0 km）2020年（令和2年）3月30日[18]
  - 蟇目 - 腹帯地区（約7 km）2021年（令和3年）3月28日[22]
  - 川井 - 箱石地区（約7 km）2021年（令和3年）3月28日[22]
- 事業者：国土交通省東北地方整備局[30]
- 主な工区[30]
  - 蟇目 - 腹帯地区（約7 km）
  - 下川井地区（約2 km）
  - 川井 - 箱石地区（約7 km）
- 宮古西道路以外の自動車専用道路区間の出入口
  - 蟇目 - 茂市出入口(茂市第5地割) - 腹帯(蟇目-腹帯工区終点)
  - 下川井工区起点 - 下川井工区終点
  - 川井(川井-箱石工区起点) - 上川井出入口(川井第1地割) - 箱石(川井-箱石工区終点)

##### 宮古西道路
宮古西道路（みやこにしどうろ）は宮古箱石道路を構成する道路で、宮古市藤原から同市根市に至る自動車専用道路である。宮古市街地から閉伊川を挟んだ右岸（南）側を主に通過する。宮古市藤原（宮古港IC）から三陸沿岸道路と接続する宮古中央ICまでの区間（4.0 km）は国が直轄施行し2020年（令和2年）7月12日に開通した。宮古中央ICから宮古根市ICまでの区間（3.4 km）は岩手県が施行し、2019年（平成31年）3月30日に開通した。
- 起点：宮古市藤原3丁目[34]
- 終点：宮古市根市第7地割[34]
- 延長：7.320 km[34]
- 道路規格：第1種第3級（自動車専用道路）[30]
- 設計速度：80 km/h[30]
- 事業着手：2003年（平成15年）度
- 事業者：国土交通省東北地方整備局、岩手県県土整備部
- インターチェンジ[32]
  - 宮古港IC（国道45号現道に接続） - 宮古中央IC - 宮古田鎖IC - 宮古根市IC

#### 田鎖蟇目道路
田鎖蟇目道路（たくさりひきめどうろ）は宮古盛岡横断道路を構成する道路で、宮古市田鎖から蟇目に至る延長7.2 kmの区間である。2023年（令和5年）12月2日に着工。
- 起点：宮古市田鎖[19]
- 終点：宮古市蟇目[19]
- 延長：7.2 km[19]
- 道路規格：第1種第3級（自動車専用道路）[36]
- 設計速度：80 km/h[36]
- 事業着手：2020年（令和2年）度[19]
- 開通：事業中[19]
- 事業者：国土交通省東北地方整備局
- インターチェンジ[36]
  - 宮古田鎖IC - 牛伏IC - 蟇目IC

#### 箱石達曽部道路
- 起点：宮古市箱石[37][38]
- 終点：宮古市川内[37][38]
- 延長：9.7 km[37][38]
- 道路規格：第1種第3級（自動車専用道路）[37][38]
- 設計速度：80 km/h[37][38]
- 事業着手：2021年（令和3年）度[37][38]
- 開通：事業中[37][38]
- 事業者：国土交通省東北地方整備局[37][38]

#### 達曽部道路
達曽部道路（たっそべどうろ）は宮古盛岡横断道路を構成する道路で、宮古市（開通時は下閉伊郡川井村）川内を起終点とする、延長1.4 kmの区間である。一般道路の規格である第3種第1級（設計速度80 km/h）で、完成2車線で建設された。1994年（平成6年度）に着工し、1999年（平成11年）11月16日に開通した。
- 起点：宮古市川内[40]
- 終点：宮古市川内[40]
- 延長：1.4 km[33][40]
- 道路規格：第3種第1級[33]
- 設計速度：80 km/h[33]
- 事業着手：1994年（平成6年）度[33]
- 開通：1999年（平成11年）12月16日[33]
- 事業者：岩手県県土整備部[33]

#### 平津戸松草道路
平津戸松草道路（ひらつとまつくさどうろ）は宮古盛岡横断道路を構成する道路で、宮古市平津戸から同市区界に至る区間である。復興支援道路として国土交通省が岩手県から権限代行を受けて下記の線形不良区間2箇所（計7 km）について、平津戸工区は自動車専用道路の規格（第1種第3級）、岩井・松草工区は一般道の規格（第3種第2級）でバイパス整備が行われている。2014年（平成26年）に着工された。平津戸工区には宮古市側では最長となる延長3,159 mの（仮称）平津戸トンネルが含まれているが、2018年（平成30年）5月30日に貫通している。
- 起点：宮古市平津戸[40]
- 終点：宮古市区界第4地割[40]
- 延長：約7 km[40]
- 道路規格：第1種第3級（平津戸工区/自動車専用道路）、第3種第2級（岩井・松草工区）
- 設計速度：80 km/h（平津戸工区）、60 km/h（岩井・松草工区）
- 事業着手：2011年（平成23年）度
- 開通：2021年（令和3年）3月28日[22]
- 事業者：国土交通省東北地方整備局
- 主な工区
  - 平津戸工区（約4.4 km）
  - 岩井・松草工区（約2.6 km）

#### 区界道路
区界道路（くざかいどうろ）は宮古盛岡横断道路を構成する道路で、宮古市区界から盛岡市簗川に至る区間である。復興支援道路として国土交通省が岩手県から権限代行を受けて区界峠を回避する自動車専用道路（第1種第3級）として整備が行われている。全長は約8 kmでこのうち2018年（平成30年）1月11日に貫通式があった新区界トンネル（全長4,998 m、事業費約250億円）は、岩手県内のトンネルで最長、東北では3番目の長さとなる。トンネル長が5,000 mをわずかに下回った理由は道路法第46条第3項に基づき5,000 m以上の道路トンネルに適用される危険物積載車両の通行制限適用を回避するためである。
整備により同路線で最大の難所とされる区界峠を回避できるようになる。2014年（平成26年）に着工され、2020年（令和2年）12月5日に開通。総事業費は約370億円。
- 起点：宮古市区界第1地割[42]
- 終点：盛岡市簗川第6地割[42]
- 延長：約8 km[42]
- 道路規格：第1種第3級（自動車専用道路）
- 設計速度：80 km/h
- 事業着手：2011年（平成23年）度
- 開通：2020年（令和2年）12月5日[21]
- 事業者：国土交通省東北地方整備局

#### 簗川道路
簗川道路（やながわどうろ）は宮古盛岡横断道路を構成する道路で、道路規格は第3種第1級の一般道路。道路の線形改良や狭小区間の解消を主目的としているが、現道は付近を流れる簗川に建設中の簗川ダムによって水没するため、付替道路としても建設された。当初は2007年度（平成19年度）の完成計画となっていたが、2012年3月に2013年度末の供用開始予定を発表し、2013年（平成25年）3月10日に全線で供用を開始した。区界道路・都南川目道路の開通により、起点で区界道路と、終点近くの川目ICで都南川目道路と接続していて、川目IC-終点間はランプウェイになっている。また、簗川ダム水没エリアは2014年1月頃に封鎖され、通れなくなっているほか、水没しない旧道部分は2014年3月31日までに市道に格下げされた。
- 起点：盛岡市簗川第6地割[51]
- 終点：盛岡市川目第4地割[51]
- 延長：3.620 km[51]
- 道路規格：第3種第1級
- 設計速度：80 km/h
- 事業着手：1996年（平成8年）度
- 開通：2013年（平成25年）3月10日
- 事業者：岩手県県土整備部

#### 都南川目道路
都南川目道路（となんかわめどうろ）は宮古盛岡横断道路を構成する道路。現道は盛岡市街地に向かうが、本道路は盛岡市街地南方の盛岡市手代森で国道396号および岩手県道36号上米内湯沢線と接続している。県道36号を西に向かうと国道4号や東北自動車道盛岡南ICと接続する。当初は完成4車線の計画のもと、暫定2車線で供用を開始することとなっていたが、完成2車線に改められた。
- 起点：盛岡市川目第5地割[29]
- 終点：盛岡市手代森[29]
- 延長：6.0 km[29]
- 道路規格：第1種第3級（自動車専用道路）[29]
- 設計速度：80 km/h[29]
- 事業着手：1997年（平成9年）度[29]
- 開通：川目IC - 田の沢IC間（2.6 km）2016年（平成28年）3月12日、田の沢IC - 手代森IC間（3.4 km）2019年（令和元年）12月8日[17]
- 事業者：国土交通省東北地方整備局
- インターチェンジ[15]
  - 川目IC - 田の沢IC - 手代森IC

### 重複区間
- 国道340号（宮古市茂市第5地割 - 宮古市川井第1地割）

### 道路施設

#### 道の駅
- やまびこ館（宮古市）
- 区界高原（宮古市）

## インターチェンジなど
- 全区間岩手県内に所在。
- IC番号欄の背景色が■である区間は既開通区間に存在する。施設欄の背景色が■である区間は未開通区間または未供用施設に該当する。未開通区間の名称は全て仮称である。

| 道路名                                     | IC番号                      | 施設名                      | 接続路線名 | 起点 から (km)           | 備考                              | 所在地         |
| ------------------------------------------ | --------------------------- | --------------------------- | --- | ------------------------ | --------------------------------- | -------------- |
| 国道106号 宮古箱石道路 （宮古西道路）      |                             | 宮古港IC                    | 国道45号 | 0.0                      | 盛岡方面出入口                    | 宮古市         |
| 国道106号 宮古箱石道路 （宮古西道路）      |                             | 宮古中央IC                  | E45 三陸沿岸道路（宮古中央JCT経由） 岩手県道277号宮古港線 国道106号（現道）・宮古バイパス 岩手県道40号宮古岩泉線 | 4.0                      |                                   | 宮古市         |
| 国道106号 宮古箱石道路 （宮古西道路）      |                             | 宮古田鎖IC                  | 岩手県道200号花輪千徳線                                                                                          | 5.4                      |                                   | 宮古市         |
| 国道106号 宮古箱石道路 （宮古西道路）      |                             | 宮古根市IC                  | 国道106号（現道）                                                                                                | 7.3                      | 宮古港IC方面出入口                | 宮古市         |
| 国道106号 田鎖蟇目道路                     |                             | 宮古田鎖IC                  | 岩手県道200号花輪千徳線                                                                                          | 5.4                      | 事業中                            | 宮古市         |
| 国道106号 田鎖蟇目道路                     |                             | 牛伏IC                      | |                          | 事業中                            | 宮古市         |
| 国道106号 田鎖蟇目道路                     |                             | 蟇目IC                      | 国道106号（現道）                                                                                                | 12.6                     | 事業中                            | 宮古市         |
| 国道106号 宮古箱石道路 （蟇目 - 腹帯地区） |                             | 蟇目                        | 国道106号（現道）                                                                                                |                          | 盛岡方面出入口                    | 宮古市         |
| 国道106号 宮古箱石道路 （蟇目 - 腹帯地区） |                             | 茂市出入口                  | 国道106号（現道）・国道340号                                                                                     | 15.4                     | 特大車流入流出不可                | 宮古市         |
| 国道106号 宮古箱石道路 （蟇目 - 腹帯地区） |                             | 腹帯                        | 国道106号（現道）                                                                                                | 19.6                     | 宮古方面出入口                    | 宮古市         |
| 国道106号（現道）                          |                             |                             | |                          |                                   | 宮古市         |
| 国道106号 宮古箱石道路 （下川井地区）      |                             | 古田                        | 国道106号（現道）                                                                                                | 0.0                      | 盛岡方面出入口                    | 宮古市         |
| 国道106号 宮古箱石道路 （下川井地区）      |                             | 川井                        | 国道106号（現道）                                                                                                | 2.0                      | 宮古方面出入口                    | 宮古市         |
| 国道106号（現道）                          |                             |                             | |                          |                                   | 宮古市         |
| 国道106号 宮古箱石道路 （川井 - 箱石地区） |                             | 川井                        | 国道106号（現道）                                                                                                | 0.0                      | 盛岡方面出入口                    | 宮古市         |
| 国道106号 宮古箱石道路 （川井 - 箱石地区） |                             | 上川井出入口                | 国道106号（現道）・国道340号（間接接続）                                                                         | 3.9                      | 盛岡方面出入口 特大車流入流出不可 | 宮古市         |
| 国道106号 宮古箱石道路 （川井 - 箱石地区） |                             | 箱石第5地割                 | 国道106号（現道）                                                                                                | 7.0                      | 宮古方面出入口                    | 宮古市         |
| 国道106号 箱石達曽部道路                   |                             | 箱石IC                      | 国道106号（現道）                                                                                                |                          | 事業中                            | 宮古市         |
| 国道106号 箱石達曽部道路                   |                             | 川内IC                      | 国道106号（現道）                                                                                                |                          | 事業中                            | 宮古市         |
| 国道106号 箱石達曽部道路                   |                             | 川内                        | 国道106号（現道）                                                                                                | 0.0                      |                                   | 宮古市         |
| 国道106号 達曽部道路                       | 一般道路                    | 川内                        | 国道106号（現道）                                                                                                | 0.0                      |                                   | 宮古市         |
| 国道106号 達曽部道路                       | 一般道路                    |                             | 川内 | 国道106号（現道）        | 1.4                               | 宮古市         |
| 国道106号（現道）                          |                             |                             | |                          |                                   | 宮古市         |
| 国道106号 平津戸松草道路                   |                             | 平津戸                      | 国道106号（現道）                                                                                                | 0.0                      |                                   | 宮古市         |
| 国道106号 平津戸松草道路                   |                             | 区界第4地割                 | | 6.3                      |                                   | 宮古市         |
| 国道106号 平津戸松草道路                   | 一般道路                    | 区界第4地割                 | | 6.3                      |                                   | 宮古市         |
| 国道106号 平津戸松草道路                   |                             | 区界第4地割                 | 国道106号（現道）                                                                                                | 7.0                      |                                   | 宮古市         |
| 国道106号（現道）                          |                             |                             | |                          |                                   | 宮古市         |
| 国道106号 区界道路                         |                             | 区界第1地割                 | 国道106号（現道）                                                                                                | 0.0                      | 盛岡方面出入口                    | 宮古市         |
| 国道106号 区界道路                         |                             | 新区界トンネル              | - | ↓                        | 長さ 4,998 m                      | 宮古市         |
| 国道106号 区界道路                         | 簗川第6地割                 | 国道106号（現道・梁川道路） | 8.0 | 宮古方面出入口、平面交差 | 盛岡市                            |                |
| 国道106号 区界道路                         | 簗川第6地割                 |                             | 8.0 |                          | 盛岡市                            |                |
| 国道106号 簗川道路                         | 簗川第6地割                 | 一般道路                    | 8.0 |                          | 盛岡市                            |                |
| 国道106号 簗川道路                         |                             | 一般道路                    | 川目IC |                          | 盛岡市                            | 14.7           |
| 国道106号 都南川目道路                     | 国道106号（現道・梁川道路） | 盛岡方面出入口              | 川目IC |                          | 盛岡市                            | 14.7           |
| 国道106号 都南川目道路                     |                             | 田の沢IC                    | 国道106号（現道） 岩手県道36号上米内湯沢線                                                                       | 17.3                     | 盛岡市                            |                |
| 国道106号 都南川目道路                     |                             | 手代森IC                    | 国道396号・ 国道456号 岩手県道36号上米内湯沢線                                                                   | 20.7                     | 盛岡市                            | 宮古方面出入口 |
| 基本計画区間                               |                             |                             | |                          | 盛岡市                            |                |
| E4 東北自動車道                            | 41                          | 盛岡南IC                    | 岩手県道36号上米内湯沢線 宮古盛岡横断道路（計画路線）                                                            |                          | 盛岡市                            |                |

### 車線・最高速度
| 区間                           | 車線 上下線=上り線+下り線          | 最高速度 |
| ------------------------------ | ---------------------------------- | -------- |
| 宮古港IC - 宮古根市IC          | 2=1+1 （完成2車線 中央分離帯付き） | 80 km/h  |
| 宮古田鎖IC - 蟇目IC            | 未開通                             | 未開通   |
| 蟇目 - 腹帯                    | 2=1+1 （完成2車線 中央分離帯付き） | 80 km/h  |
| 国道106号（現道）              |                                    |          |
| 宮古市古田 - 宮古市川井        | 2=1+1 （完成2車線 中央分離帯付き） | 60 km/h  |
| 国道106号（現道）              |                                    |          |
| 宮古市川井 - 宮古市箱石第5地割 | 2=1+1 （完成2車線 中央分離帯付き） | 80 km/h  |
| 箱石 - 川内                    | 未開通                             | 未開通   |
| 宮古市川内 - 宮古市川内        | 2=1+1                              | 60 km/h  |
| 国道106号（現道）              |                                    |          |
| 平津戸 - 区界第4地割           | 2=1+1 （完成2車線 中央分離帯付き） | 80 km/h  |
| 区界第4地割 - 区界第4地割      | 2=1+1                              | 60 km/h  |
| 国道106号（現道）              |                                    |          |
| 区界第1地割 - 簗川第6地割      | 2=1+1 （完成2車線 中央分離帯付き） | 80 km/h  |
| 簗川第6地割 - 川目IC           | 2=1+1                              | 60 km/h  |
| 川目IC - 手代森IC              | 2=1+1 （完成2車線 中央分離帯付き） | 80 km/h  |

### トンネルと橋
| トンネル・橋梁名称 | 読み方           | 延長                  | 区間                        | 備考   |
| ------------------ | ---------------- | --------------------- | --------------------------- | ------ |
| 煙突山トンネル     | えんとつやま     | 1,554 m               | 宮古港IC - 宮古中央IC       |        |
| 小山田こ道橋       | こやまだ         | 93 m                  | 宮古港IC - 宮古中央IC       |        |
| 小山田西トンネル   | こやまだにし     | 1,100 m               | 宮古港IC - 宮古中央IC       |        |
| 松山トンネル       | まつやま         | 73 m                  | 宮古中央IC - 宮古田鎖IC     |        |
| 宮古田鎖橋         | みやこたくさり   | 56 m                  | 宮古田鎖IC - 宮古根市IC     |        |
| 田鎖トンネル       | たくさり         | 326 m                 | 宮古田鎖IC - 宮古根市IC     |        |
| 宮古西大橋         | みやこにし       | 431 m                 | 宮古田鎖IC - 宮古根市IC     |        |
|                    |                  |                       | 宮古田鎖IC - 蟇目IC         | 未開通 |
| ひきめ大橋         |                  | 124 m                 | 蟇目 - 茂市出入口           |        |
| ひきめトンネル     |                  | 1,885 m               | 蟇目 - 茂市出入口           |        |
| 茂市上の橋         | もいちかみ       | 143 m                 | 茂市出入口 - 腹帯           |        |
| 茂市トンネル       | もいち           | 1,174 m               | 茂市出入口 - 腹帯           |        |
| 蕨の沢橋           | わらびのさわ     | 50 m                  | 茂市出入口 - 腹帯           |        |
| 腹帯清水トンネル   | はらたいしみず   | 577 m                 | 茂市出入口 - 腹帯           |        |
| 腹帯大橋           | はらたい         | 278 m                 | 茂市出入口 - 腹帯           |        |
| 腹帯水神トンネル   | はらたいすいじん | 283 m                 | 茂市出入口 - 腹帯           |        |
| 国道106号（現道）  |                  |                       |                             |        |
| 古田トンネル       | ふった           | 2,050 m               | 古田 - 川井                 |        |
| 国道106号（現道）  |                  |                       |                             |        |
| 川井第1トンネル    | かわい           | 1,764 m               | 川井 - 上川井出入口         |        |
| 中川井橋           | なかかわい       | 18 m                  | 川井 - 上川井出入口         |        |
| 川井第2トンネル    | かわい           | 1,782 m               | 川井 - 上川井出入口         |        |
| 上川井橋           | かみかわい       | 15 m                  | 上川井出入口 - 箱石         |        |
| 上川井トンネル     | かみかわい       | 559 m                 | 上川井出入口 - 箱石         |        |
| 片巣大橋           | かたす           | 164 m                 | 上川井出入口 - 箱石         |        |
| 片巣トンネル       | かたす           | 1,493 m               | 上川井出入口 - 箱石         |        |
| 新箱石大橋         | しんはこいし     | 144 m                 | 上川井出入口 - 箱石         |        |
|                    |                  |                       | 箱石 - 川内                 | 未開通 |
| 下平1号橋          | しただいら       | 67 m                  | 川内 - 川内                 |        |
| 下平第1トンネル    | しただいら       | 196 m                 | 川内 - 川内                 |        |
| 下平1号橋          | しただいら       | 64 m                  | 川内 - 川内                 |        |
| 下平第2トンネル    | しただいら       | 635 m                 | 川内 - 川内                 |        |
| 国道106号（現道）  |                  |                       |                             |        |
| 与部沢こ線橋       | よべさわ         | 99 m                  | 平津戸 - 区界第４地割       |        |
| 与部沢トンネル     | よべさわ         | 1,039 m               | 平津戸 - 区界第４地割       |        |
| 新葛部沢橋         | しんくずべさわ   | 16 m                  | 平津戸 - 区界第４地割       |        |
| 平津戸トンネル     | ひらつと         | 3,159 m               | 平津戸 - 区界第４地割       |        |
| 岩井第1トンネル    | いわい           | 682 m                 | 平津戸 - 区界第４地割       |        |
| 新栃渕橋           | しんとちぶち     | 112 m                 | 平津戸 - 区界第４地割       |        |
| 岩井第2トンネル    | いわい           | 143 m                 | 平津戸 - 区界第４地割       |        |
| 岩井沢橋           | いわいさわ       | 51 m                  | 平津戸 - 区界第４地割       |        |
| 新松草橋           | しんまつくさ     | 上り：46 m 下り：48 m | 平津戸 - 区界第４地割       |        |
| 笹平橋             | ささだいら       | 上り：41 m 下り：45 m | 平津戸 - 区界第４地割       |        |
| 松草トンネル       | まつくさ         | 534 m                 | 平津戸 - 区界第４地割       |        |
| 国道106号（現道）  |                  |                       |                             |        |
| 去石こ線橋         | さりいし         | 207 m                 | 区界第１地割 - 区界第６地割 |        |
| 新区界トンネル     | しんくざかい     | 4,998 m               | 区界第１地割 - 区界第６地割 |        |
| 簗川トンネル       | やながわ         | 1,576 m               | 区界第１地割 - 区界第６地割 |        |
| 簗川新橋           | やながわ         | 33 m                  | 区界第１地割 - 区界第６地割 |        |
| 曽利田1号橋        | そりだ           | 38 m                  | 区界第６地割 - 川目IC       |        |
| 曽利田トンネル     | そりだ           | 194 m                 | 区界第６地割 - 川目IC       |        |
| 曽利田2号橋        | そりだ           | 46 m                  | 区界第６地割 - 川目IC       |        |
| 水沢橋             | みずさわ         | 97 m                  | 区界第６地割 - 川目IC       |        |
| 水沢トンネル       | みずさわ         | 411 m                 | 区界第６地割 - 川目IC       |        |
| 天狗岩橋           | てんぐいわ       | 39 m                  | 区界第６地割 - 川目IC       |        |
| 境鼻トンネル       | さかいばな       | 138 m                 | 区界第６地割 - 川目IC       |        |
| 境鼻橋             | さかいばな       | 59 m                  | 区界第６地割 - 川目IC       |        |
| 落合橋             | おちあい         | 226 m                 | 区界第６地割 - 川目IC       |        |
| 簗川大橋           | やながわ         | 264 m                 | 区界第６地割 - 川目IC       |        |
| 宇曽沢1号橋        | うそざわ         | 142 m                 | 区界第６地割 - 川目IC       |        |
| 宇曽沢2号橋        | うそざわ         | 110 m                 | 区界第６地割 - 川目IC       |        |
| 宇曽沢3号橋        | うそざわ         | 108 m                 | 区界第６地割 - 川目IC       |        |
| 大升沢トンネル     | おおますざわ     | 263 m                 | 区界第６地割 - 川目IC       |        |
| 大升沢橋           | おおますざわ     | 315 m                 | 区界第６地割 - 川目IC       |        |
| 級沢橋             | まださわ         | 385 m                 | 区界第６地割 - 川目IC       |        |
| 川目橋             | かわめ           | 354 m                 | 区界第６地割 - 川目IC       |        |
| 新川目トンネル     | しんかわめ       | 757 m                 | 川目IC - 田の沢IC           |        |
| 田の沢こ道橋       | たのさわ         | 23 m                  | 田の沢IC - 手代森IC         |        |
| 手代森トンネル     | てしろもり       | 2,625 m               | 田の沢IC - 手代森IC         |        |

（出典：「」
（岩手県ホームページ）より

## 地理

### 通過する自治体
- 岩手県
  - 宮古市 - 盛岡市

### 交差する道路

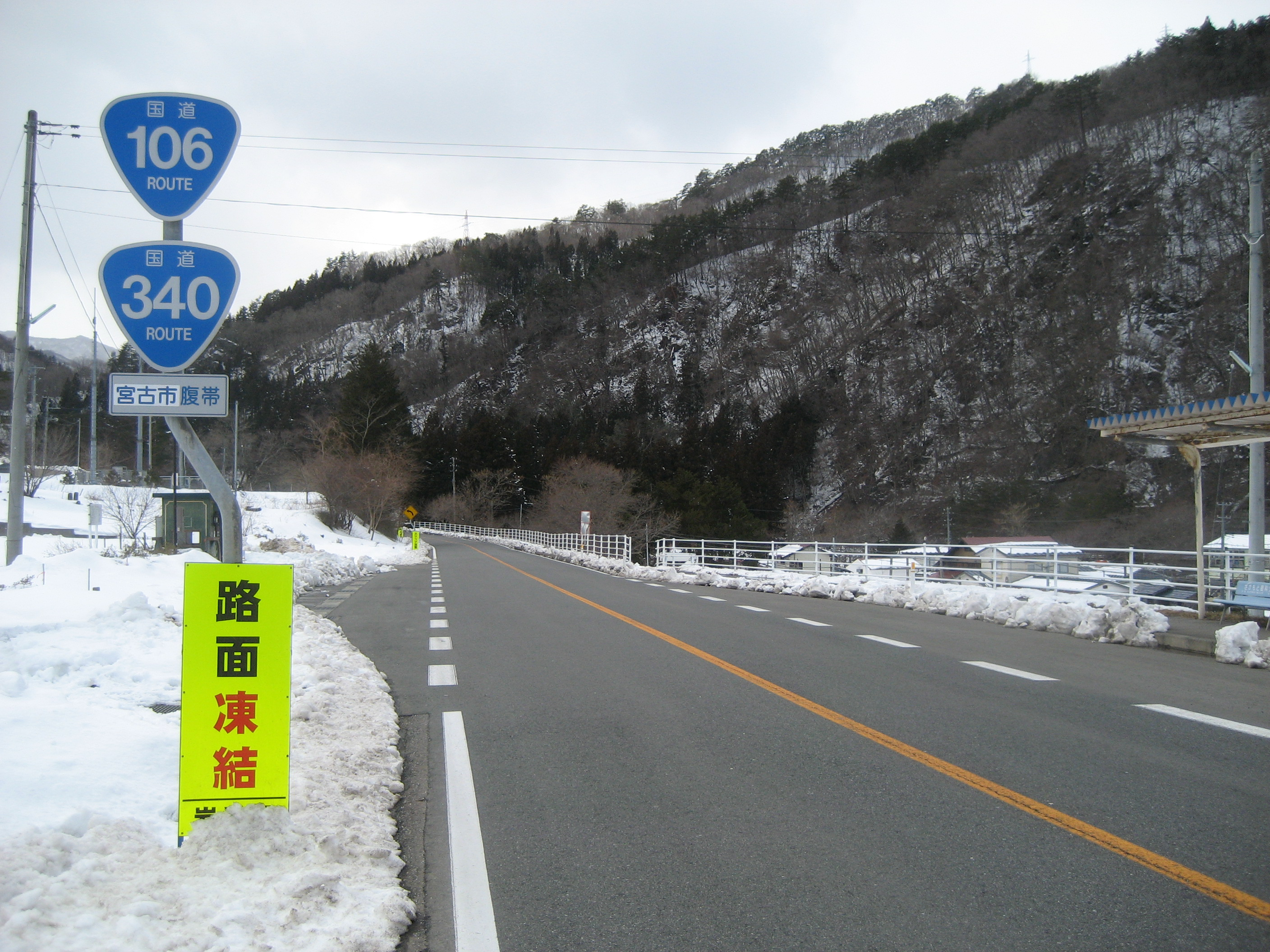
岩手県宮古市腹帯付近（国道340号との重複区間）

- 岩手県道40号宮古岩泉線（宮古市上鼻二丁目）
- 岩手県道200号花輪千徳線（宮古市千徳）
- 岩手県道115号茂市停車場線（宮古市茂市）
- 国道340号・岩泉方面（宮古市茂市第5地割）
- 岩手県道143号陸中川井停車場線（宮古市川井）
- 国道340号・遠野方面（宮古市川井第1地割）
- 岩手県道142号川内停車場線（宮古市川内）
- 八戸川内大規模林道（宮古市川内）
- 岩手県道171号大川松草線（宮古市門馬田代字松草）
- 岩手県道170号松草停車場線（宮古市門馬田代字松草）
- 岩手県道43号盛岡大迫東和線（盛岡市川目字落合）
- 岩手県道36号上米内湯沢線・盛岡競馬場方面（盛岡市川目字戸沖）
- 岩手県道36号上米内湯沢線・国道396号方面（盛岡市川目字天狗森）
- 国道4号盛岡バイパス（盛岡市・茶畑交差点）
- 岩手県道120号不動盛岡線（盛岡市中ノ橋通一丁目）
- 国道455号（盛岡市・市役所前交差点）
- 国道396号・ 国道456号・岩手県道36号上米内湯沢線（盛岡市・手代森IC）

## 直轄指定区間編入の要望

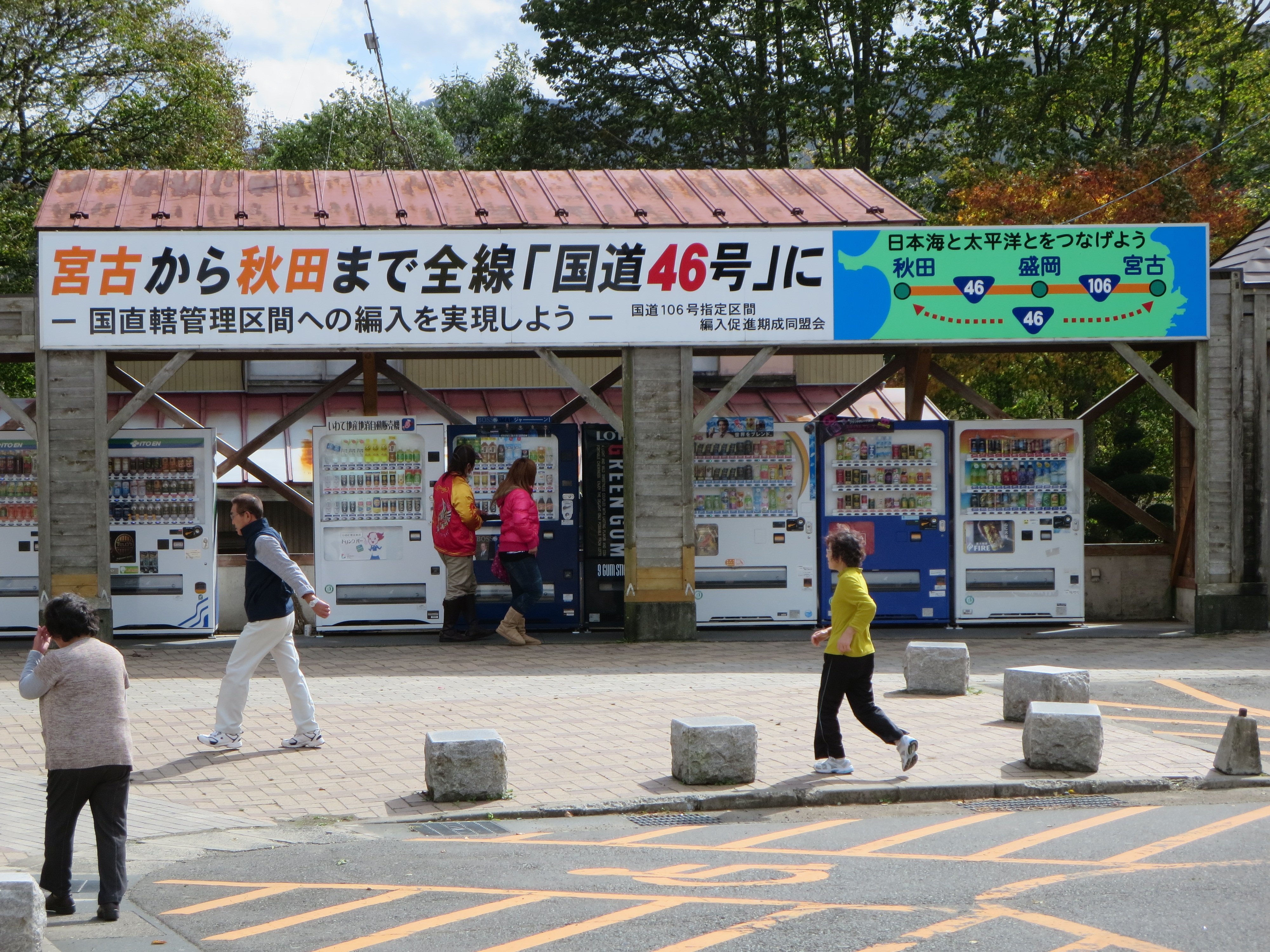
国道106号の道の駅区界高原に掲示された「国道106号を国道46号に編入してほしい」の看板

国道106号は宮古 - 盛岡 - 秋田の横断軸の一部であり、三陸沿岸地域の早期復興に「復興支援道路」として位置づけられている。その一層の強化を図るために、岩手県は国道106号を指定区間に編入し、国道46号等と併せて国で一体的に管理することを国に対し要望している。